# Coelia densiflora
Coelia densiflora är en orkidéart som beskrevs av Robert Allen Rolfe. Coelia densiflora ingår i släktet Coelia, och familjen orkidéer. Inga underarter finns listade i Catalogue of Life.